# Vino (álbum de Draco Rosa)
Vino es un álbum de rock lírico publicado por Draco Rosa en 2008 en Phantom Vox y un seguimiento e influenciado por el álbum Vagabundo. Fue publicado por primera vez durante el verano de 2007 bajo el título alternativo de "El Teatro del Absurdo" en determinados territorios.

## Lista de canciones
Este álbum cuenta con 14 temas, de los cuales la mayoría fueron escritos por el cantante Draco Rosa. Además se incluye Aleluya de Leonard Cohen y One Too Many Mornings de Bob Dylan en español.
1. "Todo Es Vino"
2. "Te Fumaré"
3. "Es la Guerra"
4. "Sueño Contigo"
5. "Aleluya" (Leonard Cohen)
6. "Todo Marcha Bien"
7. "Desnudo"
8. "Horizonte"
9. "Bosque de los Números"
10. "Hasta la Victoria"
11. "One Too Many Mornings"  (Bob Dylan)
12. "Roto por Ti"
13. "Mensaje de Paz"
14. "Luchar Por Ella"

- Datos: Q6163187